# Runcina ornata
Runcina ornata is een slakkensoort uit de familie van de Runcinidae. De wetenschappelijke naam van de soort werd voor het eerst geldig gepubliceerd in 1844 door de Quatrefages.